# Mikkel Dencker
Mikkel Sjøberg Dencker (nascido a 20 de novembro de 1975, em Frederiksberg) é um político dinamarquês que foi membro do Folketing pelo Partido Popular Dinamarquês de 2001 a 2019.

## Carreira política
Dencker é membro do conselho municipal do município de Hvidovre desde 1998 e actuou como vice-prefeito do município. Nas eleições legislativas dinamarquesas de 2001, Dencker foi eleito para o parlamento, tendo sido reeleito em 2005, 2007, 2011 e 2015. Ele concorreu na eleição de 2019 mas não conseguiu a reeleição, recebendo apenas 859 votos.